# Feldbahn Genale
| Endabnahme der Decauville-Bahn |                     |                                 |                                 |
| Trasse der Decauville-Bahn (gestrichelt) |                     |                                 |                                 |
| Streckenlänge: | 12 + 32 km          |                                 |                                 |
| Spurweite: | 600 mm (Schmalspur) |                                 |                                 |
| |                     |                                 |                                 |
| \| \| \| Webi Shabelle Uebi Scebeli \| \| \| \| Dammbaustelle bei Genàle Caitoi \| \| \| \| Webi Gafku Uebi Gafku \| \| \| \| Wadi Afraad Farin Mudo \| \| \| \| Wanderdüne \| \| \| \| Wanderdüne \| \| \| \| Merka Merca \| \| \| \| Hafen \| |                     |                                 |                                 |
| |                     | Webi Shabelle Uebi Scebeli      |                                 |
| Kopfbahnhof Streckenanfang (Strecke außer Betrieb) |                     | Dammbaustelle bei Genàle Caitoi | Dammbaustelle bei Genàle Caitoi |
| Brücke über Wasserlauf (Strecke außer Betrieb) |                     | Webi Gafku Uebi Gafku           | Webi Gafku Uebi Gafku           |
| Brücke (Strecke außer Betrieb) |                     | Wadi Afraad Farin Mudo          | Wadi Afraad Farin Mudo          |
| Strecke von links (außer Betrieb) · Strecke nach rechts (außer Betrieb) |                     | Wanderdüne                      | Wanderdüne                      |
| Strecke nach links (außer Betrieb) · Strecke von rechts (außer Betrieb) |                     | Wanderdüne                      | Wanderdüne                      |
| Kopfbahnhof Streckenende (Strecke außer Betrieb) |                     | Merka Merca                     | Merka Merca                     |
| |                     | Hafen                           |                                 |

Die Feldbahn Genale war die erste Eisenbahn, die in Somalia gebaut wurde.

## Geschichte
Als die Regierung der Kolonie Italienisch-Somaliland ab 1912 im Tal des Flusses Shabelle 50 km südwestlich von Mogadischu ein umfangreiches Kanalsystem errichtete, um die Gegend der Landwirtschaft zu erschließen, wurde dazu eine Feldbahn in der Spurweite 600 mm errichtet. Dies war die erste Eisenbahn in Somalia. Mit der Zeit entwickelte sich aus dieser Baubahn ein Netz im Umfeld des Ortes Genàle (heute: Janaale).
Von 1924 bis 1926 wurde eine etwa 12 km lange Strecke gebaut, die Genale mit dem nächstgelegenen Hafen, Merka, am Indischen Ozean verband. Die direkte Entfernung zwischen beiden Orten war zwar nur etwa halb so weit, allerdings musste unmittelbar vor der Küste die mehrere Kilometer breite Wanderdüne überwunden werden, was einen weiten Gleisbogen erforderte.

## Weitere Strecke
Die zweite „Hauptstrecke“ des Systems verband Genale mit Vittorio d'Africa (heute: Scialambod) und war etwa 32 km lang. Die Bahn hatte anfangs zwei zweiachsige Dampflokomotiven. Als Ergänzung kam später noch eine zweiachsige Diesellokomotive hinzu. Alle Maschinen lieferte eventuell Orenstein & Koppel.
Zum Betriebsende der Bahn gibt es keine Angaben. Es dürfte allerdings spätestens mit der Besetzung von Italienisch-Ostafrika im Zweiten Weltkrieg durch britische Truppen im Februar 1941 erfolgt sein, die auch in großem Umfang Eisenbahnmaterial beschlagnahmten, abbauten und auf anderen Kriegsschauplätzen oder in ihren eigenen Kolonien einsetzten.